# Nhiều lá cờ
Chiến dịch Nhiều lá cờ (tiếng Anh: Many Flags) là sáng kiến của Tổng thống Hoa Kỳ Lyndon Johnson nhằm kêu gọi các nước đồng minh của Mỹ ở châu Á và Thái Bình Dương tham gia chiến tranh Việt Nam để ủng hộ Việt Nam Cộng hòa. Mặc dù phục vụ mục đích quân sự nhưng chương trình này còn là nỗ lực tuyên truyền của Johnson nhằm chiêu mộ lực lượng Thế giới Tự do trong Chiến tranh Lạnh chống lại chủ nghĩa cộng sản. Mỹ hỗ trợ quân lực Đồng Minh thông qua viện trợ tiền tệ trực tiếp, hợp đồng quân sự, viện trợ hậu cần và nhiều hình thức bồi thường kinh tế khác nhau.
Chính thức Việt Nam Cộng hòa được 6 nước viện trợ gửi nhân lực, tiền bạc và vật chất để hỗ trợ chính phủ và quân lực Việt Nam Cộng hòa. Những quốc gia này bao gồm Úc, New Zealand, Philippines, Hàn Quốc, Thái Lan và Hoa Kỳ.

## Các nước Đồng Minh
| Quốc gia    | Đóng góp       | Thương vong                                |
| ----------- | -------------- | ------------------------------------------ |
| Hoa Kỳ      | 9.087.000 quân | ~58.000 người                              |
| Hàn Quốc    | 320.000 quân   | 5.099 người chết và 10.962 người bị thương |
| Thái Lan    | 40.000 quân    | 351 người chết và 1.358 người bị thương    |
| Úc          | 60.000 quân    | 521 người                                  |
| New Zealand | 3.890 quân     | 37 người chết và 187 người bị thương       |

Theo chương trình này, 5 nước đóng góp quân đội – Thái Lan, Úc, New Zealand, Hàn Quốc và Philippines. Các nước đồng minh của Hiệp ước ANZUS là Úc và New Zealand đã đóng góp vài nghìn người (lần lượt là 61.000 quân và 3.890 quân), nhưng họ chỉ đồng ý với vai trò hỗ trợ hạn chế. Úc đã gửi hơn 61.000 binh sĩ tham gia chiến tranh từ năm 1962 đến năm 1972, mặc dù cam kết đó chưa bao giờ vượt quá 8.000 quân cùng một lúc. Ngoài việc cử các đơn vị bộ binh, nhảy dù, biệt kích, y tế và thiết giáp, lực lượng đặc nhiệm Úc còn bao gồm các phi đội trực thăng, máy bay vận tải và thậm chí cả máy bay ném bom Canberra. Hải quân Hoàng gia Úc cũng đóng góp một tàu khu trục cho nỗ lực này. Hơn 500 quân nhân Úc đã thiệt mạng trong 10 năm hoạt động và 3.000 người bị thương. Về phần mình, New Zealand đã gửi hơn 3.800 quân từ năm 1964 đến năm 1972 như một phần của nỗ lực chiến tranh của quân Đồng Minh. Ngoài việc cung cấp các toán khẩu đội pháo binh, công binh chiến đấu và nhân viên y tế, New Zealand còn cử các thành phần thuộc Không đoàn Đặc biệt tinh nhuệ của đất nước. Các phi công cũng phục vụ như một phần của đội quân Úc lớn hơn. Tổng cộng, 37 binh sĩ đã thiệt mạng trong sứ mệnh kéo dài 8 năm và 187 người bị thương. Cuộc chiến này tỏ ra không được dư luận trong nước hoan nghênh và cuối cùng dẫn đến sự sụp đổ của chính phủ Đảng Quốc gia của Jack Marshall.
Tổng thống Hàn Quốc Park Chung Hee đồng ý đóng góp quân đội để đổi lấy sự hỗ trợ của Hoa Kỳ trong chiến tranh Triều Tiên cũng như tiền viện trợ của Mỹ dành cho chương trình hiện đại hóa của ông. Hàn Quốc cho đến nay là nước đóng góp lớn nhất cho cam kết nhiều lá cờ và đội ngũ quân sự của nước này có thời điểm đạt đỉnh điểm khoảng 50.000 người. Trong nhiều năm, khoảng 300.000 lính bộ binh và thủy quân lục chiến Hàn Quốc đã tham chiến ở miền Nam Việt Nam. Hơn 5.000 binh sĩ của đất nước đã thiệt mạng trong 9 năm chiến đấu và 10.000 người bị thương.
Năm 1965, Thái Lan có gửi một đội quân nhỏ đến Việt Nam Cộng hòa, được gọi là Tiểu đoàn Rắn Hổ mang chúa. Họ cũng cam kết sử dụng lực lượng không quân trực thuộc cảnh sát quốc gia để giám sát một số đoạn đường mòn Hồ Chí Minh đi qua nước láng giềng Lào. Thái Lan đóng góp hơn 12.000 quân, trong đó có 351 người tử trận tại Việt Nam.

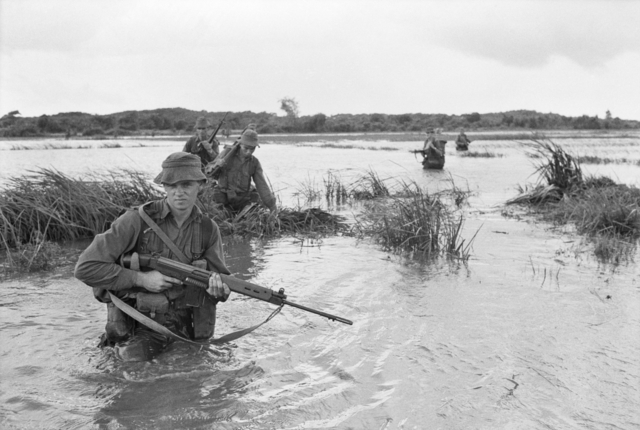
Các thành viên thuộc Tiểu đoàn 2, Trung đoàn Hoàng gia Úc trong một cuộc tuần tra vào tháng 9 năm 1967.

Bắt đầu từ năm 1966, Philippines đã triển khai hơn 10.000 quân để hỗ trợ chính quyền Việt Nam Cộng hòa, nhưng chỉ đóng góp giới hạn cho các hoạt động y tế và hậu cần. Thương vong của người Philippines ở mức tối thiểu, tuy nhiên quyết định triển khai quân tới Đông Dương của chính quyền Ferdinand Marcos vẫn còn glà đề tài ây tranh cãi trong nước.
Một trong những nước đóng góp sớm nhất cho chính quyền Việt Nam Cộng hòa là Trung Hoa Dân Quốc chống cộng. Trên thực tế, Đài Loan đã cung cấp máy bay vận tải và bí mật cung cấp hàng trăm binh sĩ thuộc lực lượng đặc biệt của mình cho nỗ lực này bắt đầu từ năm 1961. Trong 11 năm tiếp theo, ba máy bay bị hỏa lực mặt đất của đối phương bắn hạ và một số biệt kích Đài Loan bị bắt khi đang làm nhiệm vụ ở miền Bắc Việt Nam. Tổng cộng có 25 người Đài Loan chết khi tham chiến ở Việt Nam.
Ngoài ra, một số quốc gia khác cũng cử một lượng nhỏ nhân viên y tế, vận tải, xây dựng và các chuyên gia khác đi cùng cũng như viện trợ vật chất cho chính quyền Việt Nam Cộng hòa tại Sài Gòn. Các quốc gia này bao gồm: Afghanistan, Argentina, Bỉ, Brasil, Canada, Costa Rica, Đan Mạch, Ecuador, Pháp, Hy Lạp, Guatemala, Honduras, Iran, Ireland, Ý, Nhật Bản, Lào, Liberia, Luxembourg, Malaysia, Maroc, Hà Lan, Na Uy, Pakistan, Nam Phi, Tây Ban Nha, Thụy Sĩ, Đài Loan, Tunisia, Thổ Nhĩ Kỳ, Vương quốc Liên hiệp Anh, Uruguay, Venezuela và Tây Đức.